# Alex Conrad
Alex Conrad (* 3. Juni 1900 in Leipzig; † 22. Dezember 1959 in San Miguel de Tucumán) war ein argentinischer klassischer Pianist und Musikpädagoge deutscher Herkunft.

## Leben und Werk
Alex Conrad studierte von 1919 bis 1925 am Leipziger Konservatorium Orgel und Klavier bei Robert Teichmüller und Hans Grisch sowie Musiktheorie und Komposition bei Stephan Krehl.
1930 ließ er sich in San Miguel de Tucumán im Nordwesten Argentiniens nieder. Er wurde 1934 hier zunächst kommissarischer Direktor der Academia de Bellas Artes und später bis 1948 leitender Direktor dieser Institution. Von 1934 bis 1938 wirkte er als künstlerischer Leiter von La Filarmónica de Tucumán. 1935 wurde er zum Musikrat der Provinzialen Kommission für Schöne Künste ernannt. 1948 organisierte er das Konservatorium der Universidad Nacional de Tucumán, das in eine Escuela Superior de Música umgewandelt wurde. Ab 1955 war er Direktor dieser Institution. Zudem wirkte er als Professor für Klavier am Departamento de Artes dieser Universität.